# Engyum zonarium
Engyum zonarium är en skalbaggsart som beskrevs av Martins och Dilma Solange Napp 1986. Engyum zonarium ingår i släktet Engyum och familjen långhorningar. Inga underarter finns listade i Catalogue of Life.